# Luna (Apayao)
Luna ist eine philippinische Stadtgemeinde in der Provinz Apayao. Die Gemeinde liegt im Wassereinzugsgebiet des Flusses Abulug.

## Baranggays
Luna ist politisch unterteilt in 22 Baranggays.
| - Bacsay - Capagaypayan - Dagupan - Lappa - Marag - Poblacion - Quirino - Salvacion - San Francisco - San Isidro Norte - San Sebastian | - Santa Lina - Tumog - Zumigui - Cagandungan - Calabigan - Cangisitan - Luyon - San Gregorio - San Isidro Sur - Shalom - Turod |